# Mercury-Jupiter
Mercury-Jupiter foi um míssil proposto como um veículo de lançamento suborbital do Projeto Mercury em outubro de 1958, no entanto ele nunca voou, e foi cancelado em julho de 1959 devido às restrições orçamentais.

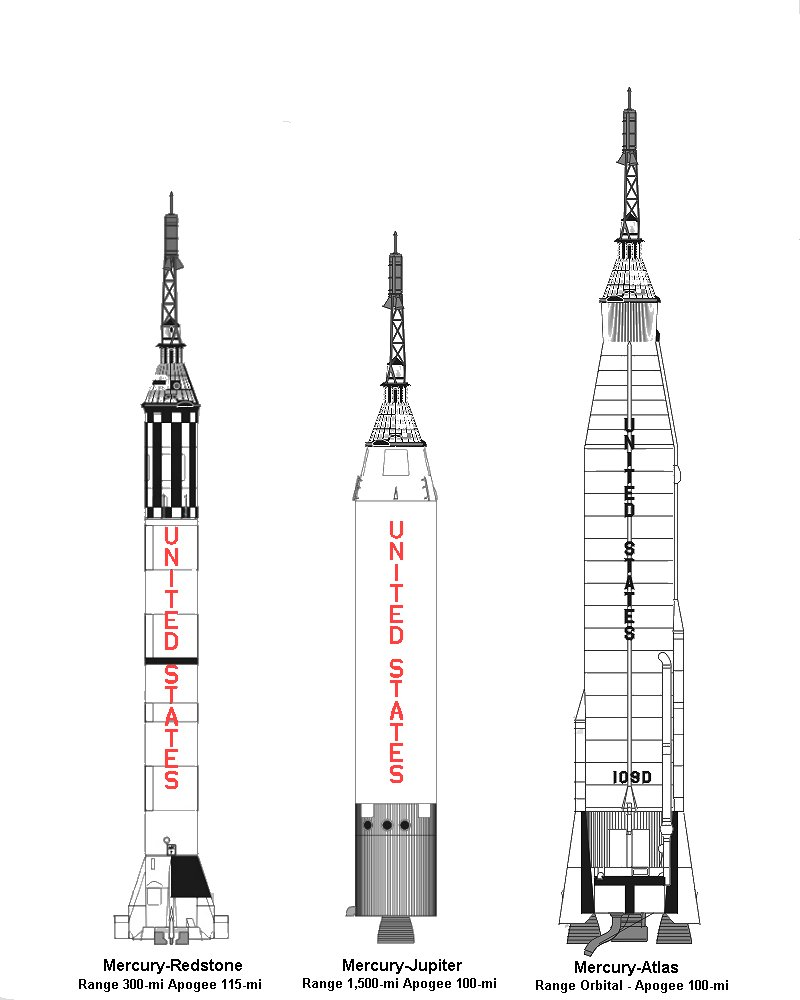
Uma ilustração do foguete ao centro.